# Utbudsprogressivism
Utbudsprogressivism är en politisk ideologi som betonar att öka utbudet av viktiga varor och tjänster för att göra dem mer överkomliga för att uppnå progressiva resultat. På grund av detta fokus har progressiva politiska positioner på utbudssidan gemensamt kallats för överflödsagendan (engelska: Abundance Agenda) i litteratur och media.
Utbudssidesprogressivism menar att vissa regleringar artificiellt begränsar utbudet och driver upp kostnaderna för viktiga varor och tjänster, såsom bostäder, hälso- och sjukvård och utbildning, medan andra regleringar, såsom konkurrenslagar, behöver implementeras eller verkställas för att uppmuntra konkurrens och innovation. De förespråkar också mer investeringar i forskning och utveckling för tekniker som förnybar energi för att öka överflödet och minska kostnaderna över tid.

### noter
1. ↑  Walsh, Bryan (2021-12-18). ”The case for creating more of everything”. Axios. https://www.axios.com/build-back-better-cost-disease-socialism-34f7d939-7dc0-48cb-acbd-a52f4cb45773.html.